# Conichalciet
Het mineraal conichalciet is een calcium-koper-arsenaat met de chemische formule CaCu(AsO4)(OH).

## Eigenschappen
Het subdoorschijnend geelgroen of smaragdgroene conichalciet heeft een glas- tot vetglans, een lichtgroene streepkleur en het mineraal kent geen splijting. Het kristalstelsel is orthorombisch. Conichalciet heeft een gemiddelde dichtheid van 4,1, de hardheid is 4,5 en het mineraal is niet radioactief. De dubbelbreking van conichalciet is 0,0410 - 0,0460.

## Naamgeving
De naam van het mineraal conichalciet is afgeleid van de Griekse woorden conos ("kegel") en chalcos, dat "koper" betekent.

## Voorkomen
De typelocatie van conichalciet is niet nader gedefinieerd. Het mineraal wordt wel gevonden in de Lime Bluff-groeve in Lycoming County, Pennsylvania, Verenigde Staten en in de Tsumeb-mijn bij Tsumeb, Namibië.